# 児玉大輔
児玉 大輔（こだま だいすけ、1991年3月25日 - ）は、元ラグビーユニオン選手。

## 略歴
宮崎県出身。2009年、日向高校卒業後、流通経済大学に入学する。
2012年、流通経済大学ラグビー部の主将に就任した。
2013年、流通経済大学卒業後、九州電力キューデンヴォルテクスに加入。同年9月1日に行われたジャパンラグビートップリーグ第1節のNTTドコモレッドハリケーンズ戦に先発出場で公式戦初出場を果たした。
2025年6月、九州電力キューデンヴォルテクスを退団し、選手引退した。